# Terena
I Terena sono un gruppo etnico del Brasile che ha una popolazione stimata in 24.776 individui (2009).

## Lingua
Parlano la lingua Terena (codice ISO 639: TEA), lingua che appartiene alla famiglia linguistica Aruak.

## Insediamenti
Vivono negli stati brasiliani di Mato Grosso do Sul, Mato Grosso e São Paulo. Questo gruppo si è particolarmente adattato alla vita urbana della regione, tant'è che sono anche conosciuti come aculturados e índios urbanos. Molti, infatti, sono tagliatori di canna da zucchero e lavoratori stagionali nella produzione dello zucchero e nella distillazione di alcol.
Le comunità Terena del Mato Grosso do Sul si trovano nelle municipalità di Miranda, Aquidauana, Anastácio, Dois Irmãos do Buriti, Sidrolândia, Nioaque e Rochedo. Ci sono famiglie di Terenache vivono anche a Porto Murtinho (Territorio Indigeno dei Kadiweu), Dourados (Territorio Indigeno dei Guaraní) e nello Stato di São Paulo (Territorio Indigeno "Araribá").

## Storia
I Terena sono considerati il gruppo esistente più numeroso dello macrogruppo storico dei Guana, un gruppo di etnie che migrarono lungo il fiume Paraguay dopo l'avvento degli europei in cui, oltre ai Terena, erano inclusi gli Exoaladi (scomparsi), i Layana (si suppone si siano fusi con i Terena) e i Kinikinau. L'ondata migratoria si fermò solo dopo la seconda metà del XVIII secolo quando i gruppi si stabilirono nei pressi del fiume Miranda. I tratti culturali dei Terena sono legati a quelli delle antiche popolazioni della regione del Chaco.